# 夸迪普尔
夸迪普尔（法語：Quaëdypre，法語發音：[kwadipʁ]）是法国上法蘭西大區北部省的一个市镇，属于敦刻尔克区。

## 地理
夸迪普尔（50°56'8"N, 2°27'16"E）面积18.7 平方千米，位于法国上法蘭西大區北部省，该省份为法国最北部的省份及最长的省份，西北濒北海，西接加来海峡省，南至埃纳省和索姆省，东与比利时接壤。
与夸迪普尔接壤的市镇（或旧市镇、城区）包括：瓦米勒、维尔德、索克斯、瓦雷姆、韦斯特卡佩勒、沃尔穆特、贝尔格。
夸迪普尔的时区为UTC+01:00、UTC+02:00（夏令时）。

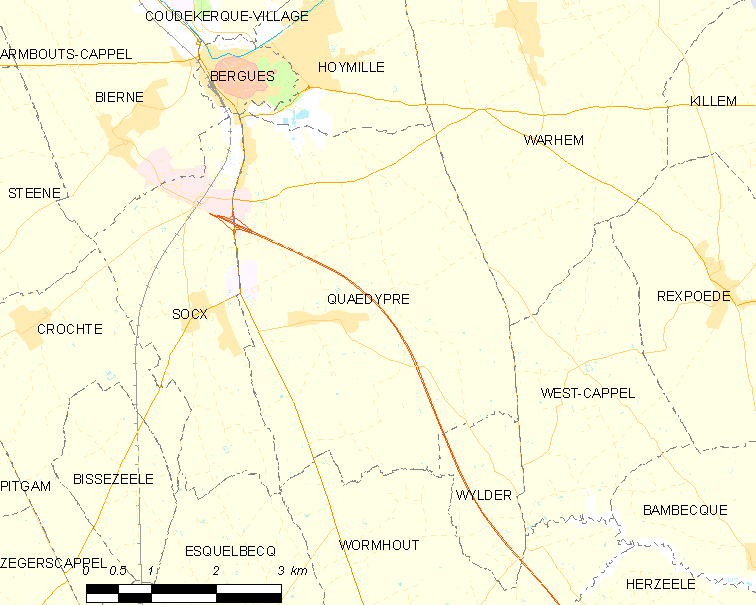
夸迪普尔的OSM定位图

## 行政
夸迪普尔的邮政编码为59380，INSEE市镇编码为59478。

## 政治
夸迪普尔所属的省级选区为沃尔穆特县。

## 人口

1962-2008年间夸迪普尔人口变化图示

夸迪普尔于2022年1月1日时的人口数量为1122人。